# 布瓦西耶尔站
布瓦西耶尔站（法語：Boissière）是巴黎地鐵的一個車站，服務巴黎地鐵6號線，位於巴黎16區布瓦西耶尔街和克萊貝大街的路口。布瓦西耶尔站開業於1900年10月2日，最初是巴黎地鐵1號線支線的車站。車站原址曾有一座城門，在19世紀被拆除。

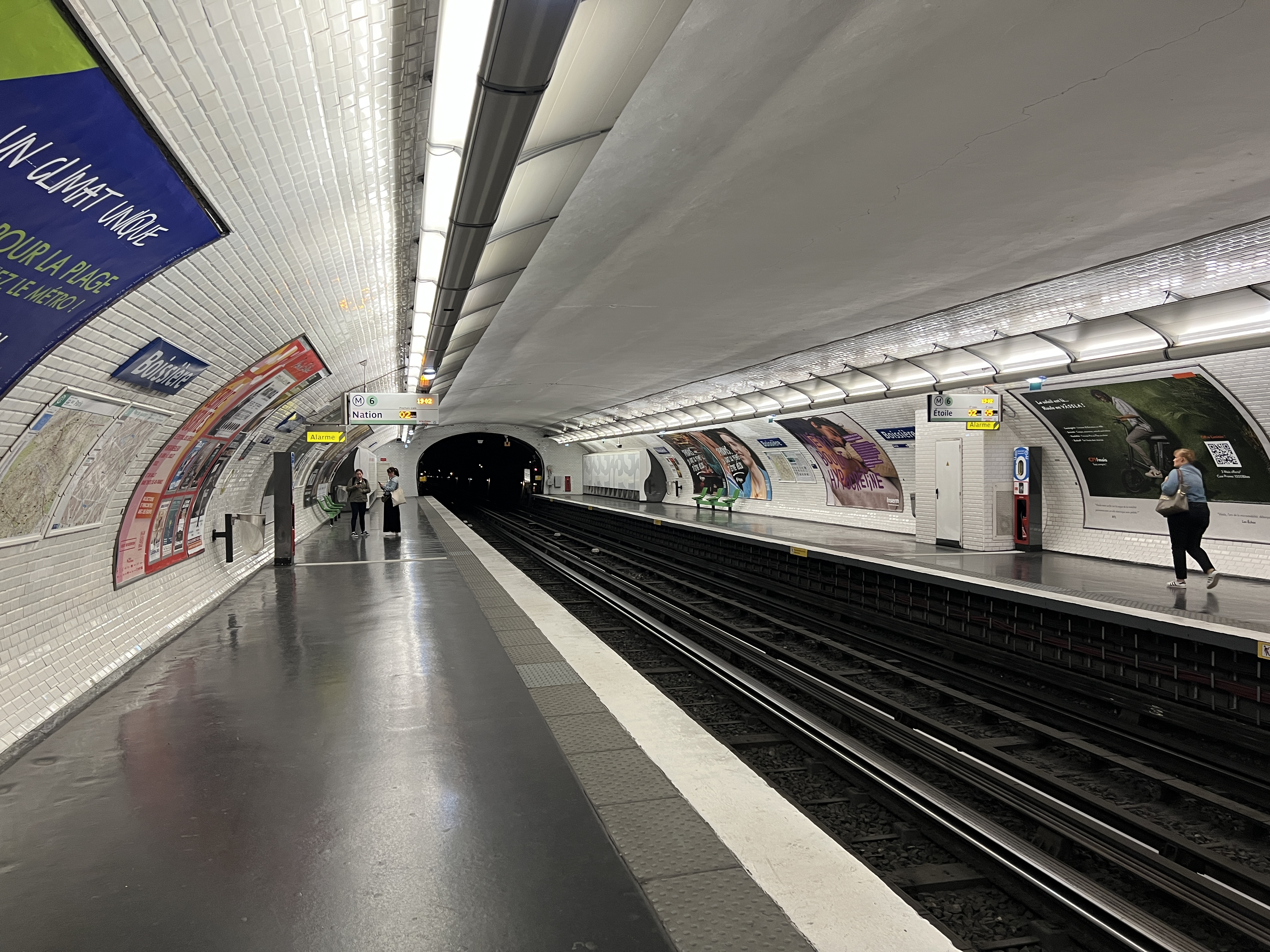
月台 (2022年7月)

## 車站結構
| 街道層 |                    |                                |
| B1     | 月台連接夾層       |                                |
| 月台層 | 側式月台，右側開門 | 側式月台，右側開門             |
| 月台層 | 往夏爾·戴高樂-星形 | 往夏爾·戴高樂-星形（克勒貝爾） |
| 月台層 | 往民族             | 往民族（托卡德羅）             |
| 月台層 | 側式月台，右側開門 |                                |